# Дамартен Марпен
Дамартен Марпен (фр. Dammartin-Marpain) насеље је и општина у источној Француској у региону Франш-Конте, у департману Јура која припада префектури Доле.
По подацима из 2011. године у општини је живело 301 становника, а густина насељености је износила 26,59 становника/km². Општина се простире на површини од 11,32 km². Налази се на средњој надморској висини од 238 метара (максималној 241 m, а минималној 191 m).

## Демографија
| 1962. | 1968. | 1975. | 1982. | 1990. | 1999. | 2011. |
| ----- | ----- | ----- | ----- | ----- | ----- | ----- |
| 207   | 216   | 193   | 189   | 175   | 227   | 301   |

График промене броја становника у току последњих година